# 詹姆斯·皮克
詹姆斯·本杰明·皮克（James Benjamin Peake，1944年6月18日），美国退役陸軍中将、政治人物，前美国总统乔治·W·布什政府的退伍军人事务部长（2007年至2009年）。
| 前任： 吉姆·尼科尔森 | 美国退伍军人事务部长 2007年至2009年 | 繼任： 艾力·新關 |